# Manuel Seff
Manuel Seff (Baltimore, 6 de juny de 1895 - Nova York, 22 de setembre de 1969) va ser un dramaturg i guionista estatunidenc.

## Filmografia parcial
- Terror Aboard (1933)
- The Girl in 419 (1933)
- Footlight Parade (1933)
- Easy to Love (1934)
- Gold Diggers of 1935 (1935)
- Traveling Saleslady (1935)
- A Night at the Ritz (1935)
- Trouble for Two (1936)
- Kansas City Kitty (1944)
- Sailor's Holiday (1944)
- Louisiana Hayride (1944)
- Hitchhike to Happiness (1945)
- The Falcon's Alibi (1946)
- Unmasked (1950)